# Kendal
Kendal er en by i South Lakeland-distriktet, Cumbria, England, med et indbyggertal (pr. 2015) på 28.958. Byen ligger 360 km fra London. Den nævnes i Domesday Book fra 1086, hvor den kaldes Cherchebi.